# Traité de Vilnius (1561)
Cet article concerne le Traité de Vilnius de 1561. Pour les autres significations, voir Traité de Vilnius.

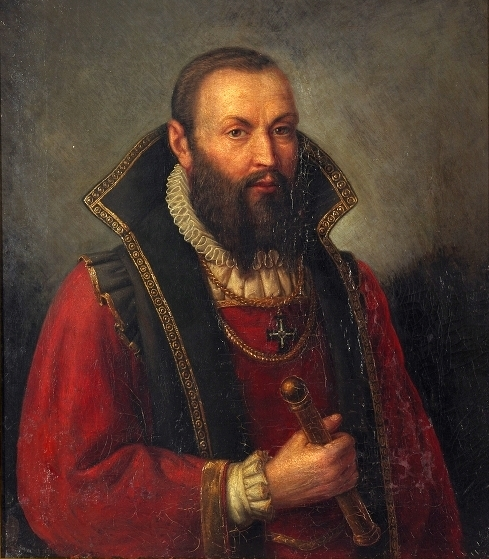
En 1559, en tant que maître de l'Ordre de Livonie, Kettler a signé un premier traité de protection avec la Pologne-Lituanie.
En 1561, il signe un second traité à Vilnius, officialisant la création du Duché de Courland et Semgalia sous la vassalité de la Pologne-Lituanie.

Le traité de Vilnius est un accord conclu le 28 novembre 1561 entre la Confédération livonienne et le roi de Pologne Sigismond II Auguste. Il fait suite au premier traité de Vilnius de 1559.
Par ce traité le territoire de la Confédération Livonienne qui n'est pas occupé par les forces suédoises et danoises reconnait la suzeraineté du roi de Pologne et du grand-duc de Lituanie (Pacta subiectionis). En retour le roi de Pologne s'engage à protéger ses nouveaux sujet des armées du tsar de Russie et reconnait les privilèges de la diète livonnienne (Privilegium Sigismundi Augusti). Le territoire est scindé : le duché de Courlande et le duché de Livonie. Ce dernier sera conquis par la Suède en 1621.
Converti au luthéranisme, Gotthard Kettler, le cinquantième et dernier grand-maître de l’Ordre des Chevaliers Porte-Glaive (une branche de l’ancien Ordre Teutonique), sécularise ses moines-soldats et se met officiellement sous la protection du roi de Pologne. Ce traité donne à la Pologne l’estuaire de la Dvina occidentale, la ville de Riga et d’autres ports baltes. La Livonie est incorporée dans le royaume de Pologne (jusqu’en 1621) ainsi que la Courlande et la Sémigalie (jusqu’en 1775).
Gotthard Kettler devient le duc héréditaire de Courlande, vassal de Sigismond II Auguste. Le reste du pays est placé sous administration lituanienne.
Ce traité est à l’origine de la Guerre du Nord de Sept Ans (1563-1570).